# Kanton Machault
Machault is een voormalig kanton van het Franse departement Ardennes. Het kanton maakte deel uit van het arrondissement Vouziers tot het op 1 januari 2015 werd opgeheven en de gemeenten werden toegevoegd aan het aangrenzende kanton Attigny.

## Gemeenten
Het kanton Machault omvatte de volgende gemeenten:
- Cauroy
- Chardeny
- Dricourt
- Hauviné
- Leffincourt
- Machault (hoofdplaats)
- Mont-Saint-Remy
- Pauvres
- Quilly
- Saint-Clément-à-Arnes
- Saint-Étienne-à-Arnes
- Saint-Pierre-à-Arnes
- Semide
- Tourcelles-Chaumont